# Région 6 (Territoires du Nord-Ouest)
Pour les articles homonymes, voir région 6.
La région 6 est une division de recensement (en) canadienne des Territoires du Nord-Ouest.